# Катуипи
Катуипи (порт. Catuípe)  —  муниципалитет в Бразилии, входит в штат Риу-Гранди-ду-Сул. Составная часть мезорегиона Северо-запад штата Риу-Гранди-ду-Сул. Входит в экономико-статистический  микрорегион Санту-Анжелу. Население составляет 9661 человек на 2006 год. Занимает площадь 583,240 км². Плотность населения — 16,6 чел./км².
Праздник города — 16 октября.

## История
Город основан 16 октября 1961 года. 

## Статистика
- Валовой внутренний продукт на 2003 составляет 113.323.573,00 реалов (данные: Бразильский институт географии и статистики).
- Валовой внутренний продукт на душу населения на 2003 составляет 11.438,74 реалов (данные: Бразильский институт географии и статистики).
- Индекс развития человеческого потенциала на 2000 составляет 0,799 (данные: Программа развития ООН).

## География
Климат местности: субтропический гумидный.